# Az'zal (huyện)
Huyện Az'zal là một huyện thuộc Tỉnh Amanat Al Asimah, Yemen. Đến thời điểm năm 2003, huyện này có dân số 115054 người